# 허선미
허선미(1995년 1월 15일 ~ )는 대한민국의 여자 기계체조 선수이다. 2012년 런던 올림픽 개인종합 경기에 출전하였다.

## 성적

### 올림픽
| 년도 | 대회일  | 장소      | 종목     | 결과          | 메달 |
| ---- | ------- | --------- | -------- | ------------- | ---- |
| 2012 | 8월 2일 | 영국 런던 | 개인종합 | 48위 (50.599) | -    |

## 출신학교
- 도리초등학교
- 제주서중학교
- 남녕고등학교
- 제주국제대학교